# Мальтанка
Мальтанка (пол. Kolejka Parkowa Maltanka — Парковая железная дорога Мальтанка) — железнодорожная линия протяженностью в 3,85 км и шириной колеи 600 мм в Познани. Ежегодно перевозит около 200 тысяч пассажиров. Линия соединяет район Śródka и Новый Зоопарк. Эксплуатируется MPK Poznan Sp. z o.o.

## История
Первая 600 мм железная дорога длиной 1,5 км, открытая в Познани в 1956 году, называлась Детской харцерской железной дорогой (пол. Harcerska Kolejka Dziecięca) и пролегала между Ogród Jordanowski и Łęgi Dębińskie. Она управлялась Союзом Польских Харцеров.
Во время строительства второй части кольцевой дороги в Познани, власти решили переместить железную дорогу на новое место так, чтобы линия не пересекалась с основными транспортными артериями города. 21 июля 1972 года железная дорога была вновь открыта в районе Мальта под названием Мальтанка. В 1998 году линия была переименована в Мальтанскую детскую железную дорогу (пол. Maltańska Kolej Dziecięca). А в 2002 линия получила своё нынешнее название — Парковая железная дорога Мальтанка.

## Станции
- Мальтанка 52°24′30″ с. ш. 16°57′26″ в. д.HGЯO
- Слойка (не используется) 52°24′23″ с. ш. 16°58′24″ в. д.HGЯO
- Бальбинка 52°24′17″ с. ш. 16°58′45″ в. д.HGЯO
- Пристань (планируется) 52°24′08″ с. ш. 16°59′23″ в. д.HGЯO
- Зоопарк 52°24′00″ с. ш. 16°59′32″ в. д.HGЯO

## Подвижной состав
- Паровоз Bn2t 11458 «Borsig», 1925 год;
- паровоз Tx26 423, 1926 год;
- дизельный вагон MBxc1-41 «Ryjek», 1932 год;
- дизельный тепловозWls40-100, 1956 год;
- дизельный тепловоз WLs40-1225, 1961 год;
- дизельный тепловоз Wls50-1563, 1964 год;
- пассажирские вагоны № 1, 2, 3 и 4, 1956 год;
- пассажирские вагоны № 5 и 8, 1972 год;
- пассажирские вагоны № 6 и 7, 2010 год.